# Wessel Gansfortprijs
De Wessel Gansfortprijs is de cultuurprijs van de provincie Groningen die tweejaarlijks wordt toegekend.
De prijs is genoemd naar de Groninger humanist en wetenschapper Wessel Gansfort (1419-1489), en wordt tweejaarlijks uitgereikt aan een persoon of instelling, die op een bijzondere wijze een impuls heeft gegeven aan het culturele leven in de Provincie Groningen.

De prijs bestaat uit een wisselplastiek van Cees Sillen en een geldprijs.

## Ontvangers
- 1989 - Jean Pierre Rawie, dichter en vertaler
- 1991 - Olga Wiese, kunstenares
- 1993 - Henk Kraayenzank, decorontwerper
- 1995 - Gerard Ammerlaan, componist, Jo Willems, librettist
- 1997 - Evert de Jager
- 2000 - Jan Veldman, schrijver, zanger en cabaretier
- 2002 - Henk Scholte, zanger van Törf
- 2004 - Just Vink, regisseur, toneelschrijver en artistiek leider van Theater te Water
- 2006 - Kees Visscher, schrijver en verhalenverteller in het Gronings
- 2008 - Henk Helmantel, schilder
- 2010 - Peter Sikkema, programmeur, onder ander bij De Oosterpoort en Eurosonic Noorderslag
- 2013 - Guy Weizman, choreograaf van Club Guy and Roni
- 2015 - Noorderzon, festival